# 愚鈍の微笑み
『愚鈍の微笑み』（ぐどんのほほえみ）は、2023年10月20日に公開された日本映画。監督は宇賀那健一。

## 概要
第52回モントリオール・ヌーヴォー・シネマ映画祭でTEMPS0部門に入選した。田辺桃子、小出薫、森田想のトリプル主演。
2023年10月21日にシモキタ – エキマエ – シネマ K2にて公開。満席で迎えた公開初日に舞台挨拶が行われた。

2023年5月25日、ライツキューブよりDVD版の発売、レンタル及び配信が開始。

## キャスト
マナ
演 – 田辺桃子
ナナミ
演 – 小出薫
ユカ
演 – 森田想

## スタッフ
- 企画/監督 : 宇賀那健一
- 脚本 : 宇賀那健一
- 音楽 : ILA MORF OEL
- 撮影/編集 : 小美野昌史
- 録音/整音 : 茂木祐介
- 効果/ミックス : 紫藤佑弥、庄野廉太郎
- 助監督 : 平波亘
- スタイリスト : 中村もやし
- ヘアメイク : 寺沢ルミ
- スチール : ジェイムス・オザワ
- スタントコーディネーター : 雲雀大輔
- スタントパフォーマー : 菅原将暉
- VFX : 若松みゆき
- 製作 : 春巻号